# Autódromo Parque Ciudad de Río Cuarto
Der Autódromo „Parque Ciudad de Río Cuarto“ ist eine Motorsport-Rennstrecke bei Río Cuarto in der Provinz Córdoba, Argentinien.
Es befindet sich etwa zwei Kilometer vom südlichen Stadtrand entfernt.

## Geschichte
Am 30. Oktober 1940 wurde der Automobilclub Rio Cuarto auf Initiative seines ersten Präsidenten, Felipe Di Cola, gegründet. In den 50er Jahren unternahm man den Kauf eines Geländes für den Bau der lang geplanten permanenten Rennstrecke. Am 26. August 1959 wurde die Rennstrecke unter Teilnahme des fünffachen Weltmeisters Juan Manuel Fangio eingeweiht.

## Streckenbeschreibung
Die gesamte Länge des Rundkurses ist 4.047 Meter (mit Schikane: 4.074 m). Die breiten Start- und Zielgeraden mit jeweils mehr als 1.100 Metern sind die längsten in Südamerika.

## Veranstaltungen
Die Rennstrecke wird aktuell (Stand 2024) genutzt von den Rennserien der TC 2000 Championship, Formel Renault, Formula Three Cordobesa und Top Race V6.